# Liga Nacionalsocialista de Maestros
La Liga Nacionalsocialista de Maestros (en alemán: Nationalsozialistische Lehrerbund, NSLB), se estableció el 21 de abril de 1929. Su nombre original era Organización de Educadores Nacionalsocialistas. Su fundador y primer líder fue el exmaestro de escuela Hans Schemm, el Gauleiter de Bayreuth. La organización tenía su sede en Bayreuth en la Casa de la Educación Alemana. El 27 de octubre de 1938, la NSLB abrió su propia Realschule para la capacitación de maestros en Bayreuth.
Después de la muerte de Schemm en 1935, el nuevo líder, o Reichswalter, fue Fritz Wächtler.
Esta organización se veía a sí misma como "el esfuerzo común de todas las personas que se consideraban maestros o querían ser vistos como educadores, independientemente de sus antecedentes o educación y del tipo de institución educativa". Su objetivo era hacer que la cosmovisión y la fundación nacionalsocialistas de toda la educación y especialmente de la escolarización. Para lograr esto, buscó tener un efecto en el punto de vista político de los educadores, insistiendo en un mayor desarrollo de su espíritu a lo largo de las líneas nacionalsocialistas. Las excursiones de montaña organizadas en lugares llamados Reichsaustauschlager (Campos de Intercambio del Reich) fueron percibidas como una ayuda para este propósito.
La organización fue disuelta en 1943 por la administración financiera del NSDAP.